# فرانسو فلويك
فرانسو فلويك (بالفرنسية: François Flohic)‏ (2 أغسطس 1920 - 5 سبتمبر 2018) هو ضابط في البحرية الفرنسية ومُعاون للجنرال شارل ديغول. كان ضابطًا في القوات البحرية الفرنسية الحرة خلال الحرب العالمية الثانية، وشارك في عمليات حماية القوافل في الأطلسي وفي إنزال النورماندي، وبعد الحرب أصبح ياورًا للرئيس شارل ديجول الذي التقى به أول مرة في 1943.